# Phare de Cobb Point Bar
Le phare de Cobb Point Bar (en anglais : Cobb Point Bar Light), était un phare offshore de type screw-pile lighthouse situé sur la rivière Potomac  dans le Comté de Saint Mary, dans le Maryland. Il a été remplacé par une balise automatique en 1940.

## Historique
Une lumière à Cobb Point fut demandée pour la première fois en 1875 pour marquer l’entrée du chenal difficile menant à la rivière Wicomico (à ne pas confondre avec la rivière du même nom sur la côte est). Après deux demandes supplémentaires, les fonds furent finalement affectés en 1887. Cependant, la construction fut retardée et la lumière ne fut mise en service qu'à Noël 1889.
Un incendie en 1939, causé par le gardien du phare, provoqua de lourds dégâts. L'année suivante, la maison fut détruite et remplacée par une balise automatique placée sur les mêmes fondations en 1940.

## Description
Le phare actuel est un tourelle métallique à claire-voie, avec une balise automatique, montée sur l'ancienne plateforme.Il émet, à une hauteur focale de 18,5 m, un éclat vert  toutes les 4 secondes. Sa portée n'est pas connue.
Identifiant : ARLHS : USA-989 ; USCG : 2-17255 ; Admiralty : J1856 .

### Lien connexe
- Liste des phares du Maryland